# Zonocryptus angustus
Zonocryptus angustus är en stekelart som först beskrevs av James Waterston 1927.  Zonocryptus angustus ingår i släktet Zonocryptus och familjen brokparasitsteklar. Inga underarter finns listade i Catalogue of Life.